# Confederación de las Derechas
La Confederación de las Derechas fue una alianza de partidos conservadores formada en Argentina para las elecciones presidenciales de 1928.
En abril de 1927, invitados por Julio A. Roca (h), presidente del Partido Demócrata de Córdoba se reunieron en esa provincia una gran cantidad de partidos conservadores provinciales con el fin de analizar una posible unidad nacional.
Estuvieron presentes:
- Corrientes: partidos Autonomista y Liberal;
- Buenos Aires: Partido Conservador;
- Tucumán: Partido Liberal
- Córdoba: Partido Demócrata
- San Luis: Partido Liberal
- Mendoza: Partido Liberal
- San Juan: Partido Liberal
- La Rioja: Partido Conservador
- Santiago del Estero: Partido Liberal
- Salta: Unión Provincial
- Catamarca: Concentración

En dicha conferencia no se llegó a crear un partido nacional, pero sí se acordó formar una instancia nacional denominada Confederación de las Derechas.
La alianza sostuvo la necesidad de actuar conjuntamente en las elecciones presidenciales de 1928 y apoyar al candidato que proclamase la Unión Cívica Radical Antipersonalista con el fin de evitar que pudiera ser elegido presidente Hipólito Yrigoyen.
Siguiendo lo resuelto inicialmente la Confederación de las Derechas apoyó en dichas elecciones la candidatura de Leopoldo Melo, candidato a presidente por la Unión Cívica Radical Antipersonalista, quien perdió finalmente por gran diferencia con Hipólito Yrigoyen.
La Confederación de las Derechas fue el antecedentes más inmediato y directo, tanto de la creación en 1931, del Partido Demócrata Nacional (PDN), aglutinador del conservadurismo, como de la Concordancia, frente electoral de centro derecha que dominó la política argentina entre 1931 y 1943, integrado por el PDN, la Unión Cívica Radical Antipersonalista y el Partido Socialista Independiente.

## Resultados electorales
|  | 31.71 % |

|  | 34.04 % |